# Thomas Henker
Thomas Henker ist ein Professor für Finanzwirtschaft an der Bond University.

## Leben und Wirken
Thomas Henker studierte an der Universität Karlsruhe und erhielt 1994 seinen MBA und 1999 seinen Ph.D. (Finanzen) an der University of Massachusetts. In Karlsruhe wurde beim Corps Saxonia Karlsruhe aktiv. Er ist Mitglied des CFA-Instituts. Er hat zahlreiche Artikel in führenden Finanzzeitschriften veröffentlicht, darunter das Journal of Financial Markets, das European Journal of Finance, das Journal of Empirical Finance und die Financial Review. Er ist Mitglied des Curriculumsausschusses der Chartered Alternative Investments Association, wissenschaftlicher Mitarbeiter von INGARM und Mitglied von FIRN. Henker ist Professor für Finanzwirtschaft an der Bond University, wo er sowohl im Rahmen des Portfoliomanagements als auch in quantitativen Methoden unterrichtet. Er lehrte an der Bond University, der University of New South Wales, dem BITCC in Peking, der Clark University und der University of Massachusetts.